# 小行星1212
小行星1212（1212 Francette）是一颗围绕太阳公转的小行星。1931年12月3日，路易·博耶在阿尔及尔发现了此天体。
該小行星以博耶的妻子弗朗塞特（Francette）命名。
这颗小行星的绝对星等为347.9045693397871等。